# 中島 (大阪市)
中島（なかじま）は、大阪府大阪市西淀川区にある町名。現行行政地名は中島一丁目および中島二丁目。

## 地理
西淀川区の西端に位置し、周囲は川に挟まれていて、島のような地形になっている。町内は主に東半分が住宅地、西半分が中島工業団地になっている。

### 河川
- 神崎川
- 中島川

## 歴史
中島は南北朝時代より見られる地名だが、元は三国川（現：神崎川）と淀川（現：旧淀川）に挟まれた地域、淀川水系の下流域に形成された中州（川中島）を指した広域地名で、現在の西淀川区・淀川区・東淀川区・北区・福島区などが該当する。
当地も広域地名の中島に含まれてはいるが、江戸時代の新田開発によって成立した経緯があり、中島市兵衛という開発者に由来する町名である。なお、中島新田が成立する以前は、城島・親島・弥左衛門島などと呼ばれていた。
1934年（昭和9年）の室戸台風襲来では、現在の2丁目北西部にあった外島保養院が全壊流失し、196名が犠牲になる惨事となった。保養院はその後岡山県へ新築移転され、現在の国立療養所邑久光明園となっている。
1950年（昭和25年）のジェーン台風襲来では、現在の2丁目が海没した。その後長らく放置されていたが、1963年（昭和38年）から1967年（昭和42年）にかけて再陸地化され、工業団地として利用されるようになった。

### 沿革
- 1688年（元禄元年） 京の丁子屋中島市兵衛が城島・親島・弥左衛門島の地で新田開発を行い、西成郡中島新田が成立。
- 1853年（嘉永6年） 大坂の布屋甚九郎が中島新田の海側の寄洲で新田開発を行い、西成郡布屋新田が成立。
- 1889年（明治22年）4月1日 町村制施行により、西成郡川北村大字中島新田・布屋新田となる。
- 1908年（明治41年） 公立癩療養所用地として、大字布屋新田の一部が買収され、療養所のみを範囲とする新大字・外島を起立。
- 1910年（明治43年） 「新田」の称を廃し、大字中島・布屋に改称。
- 1925年（大正14年）4月1日 大阪市へ編入され、西淀川区中島町・布屋町・外島町となる。
- 1972年（昭和47年） 西淀川区中島町・布屋町・外島町を改編して、中島1 - 2丁目の現行行政地名となる。

## 世帯数と人口
2019年（平成31年）3月31日現在の世帯数と人口は以下の通りである。
| 丁目               | 世帯数    | 人口    |
| ------------------ | --------- | ------- |
| 中島一丁目・二丁目 | 2,260世帯 | 4,862人 |

### 人口の変遷
国勢調査による人口の推移。
| 1995年（平成7年）  | 4,198人 | [ 6 ]  |  |
| 2000年（平成12年） | 3,812人 | [ 7 ]  |  |
| 2005年（平成17年） | 3,802人 | [ 8 ]  |  |
| 2010年（平成22年） | 4,307人 | [ 9 ]  |  |
| 2015年（平成27年） | 4,378人 | [ 10 ] |  |

### 世帯数の変遷
国勢調査による世帯数の推移。
| 1995年（平成7年）  | 1,489世帯 | [ 6 ]  |  |
| 2000年（平成12年） | 1,435世帯 | [ 7 ]  |  |
| 2005年（平成17年） | 1,515世帯 | [ 8 ]  |  |
| 2010年（平成22年） | 1,775世帯 | [ 9 ]  |  |
| 2015年（平成27年） | 1,752世帯 | [ 10 ] |  |

## 事業所
2016年（平成28年）現在の経済センサス調査による事業所数と従業員数は以下の通りである。
| 丁目       | 事業所数  | 従業員数 |
| ---------- | --------- | -------- |
| 中島一丁目 | 76事業所  | 625人    |
| 中島二丁目 | 301事業所 | 4,617人  |
| 計         | 377事業所 | 5,242人  |

## 交通

### 鉄道
域内に鉄道路線はない。直近の駅は東側で接する出来島にある阪神なんば線の出来島駅となる。

### 道路
- 阪神高速5号湾岸線
  - 中島出入口
- 大阪府道10号大阪池田線

### バス
- 大阪シティバス
  - 42号系統が大阪駅から中島公園・中島二丁目まで運行。中島公園 - 中島二丁目間は休日運休。

## 施設
- 大阪市立川北小学校
- 西淀川中島郵便局
- 中島公園

## その他

### 日本郵便
- 〒555-0041[3]（集配局：西淀川郵便局[12]）